# NVIDIA A10
NVIDIA A10是Nvidia于2021年4月发布的一款图形处理器，用于人工智能、图形和视频工作负载。

## 简介
NVIDIA A10采用Ampere架构，是基于GA102核心的数据中心GPU。

## 结构
单槽 FHFL图形卡设计结构，24GB显存，功耗150W，搭配了第二代RT Core，第三代Tensor Core。可支援多种GPU虚拟化应用，如vPC/vApps、RTX vWS，以及vCS。

## 应用
应用于深度学习推论、互动式渲染、计算机辅助设计、云游戏等，支持混合型AI和图形工作负载。